# 尼斯特河
50°46′33″N 7°42′29″E / 50.77583°N 7.70806°E

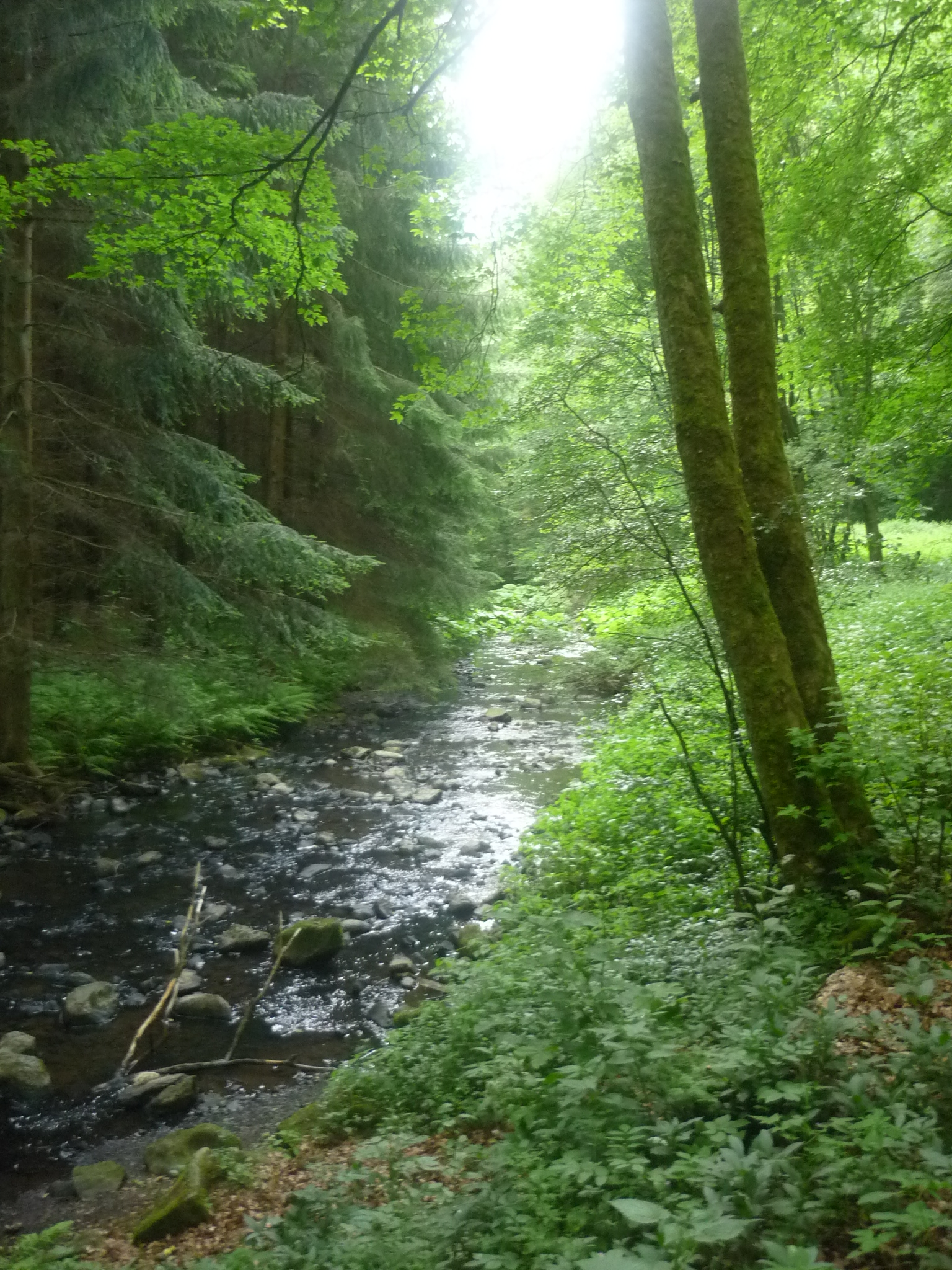

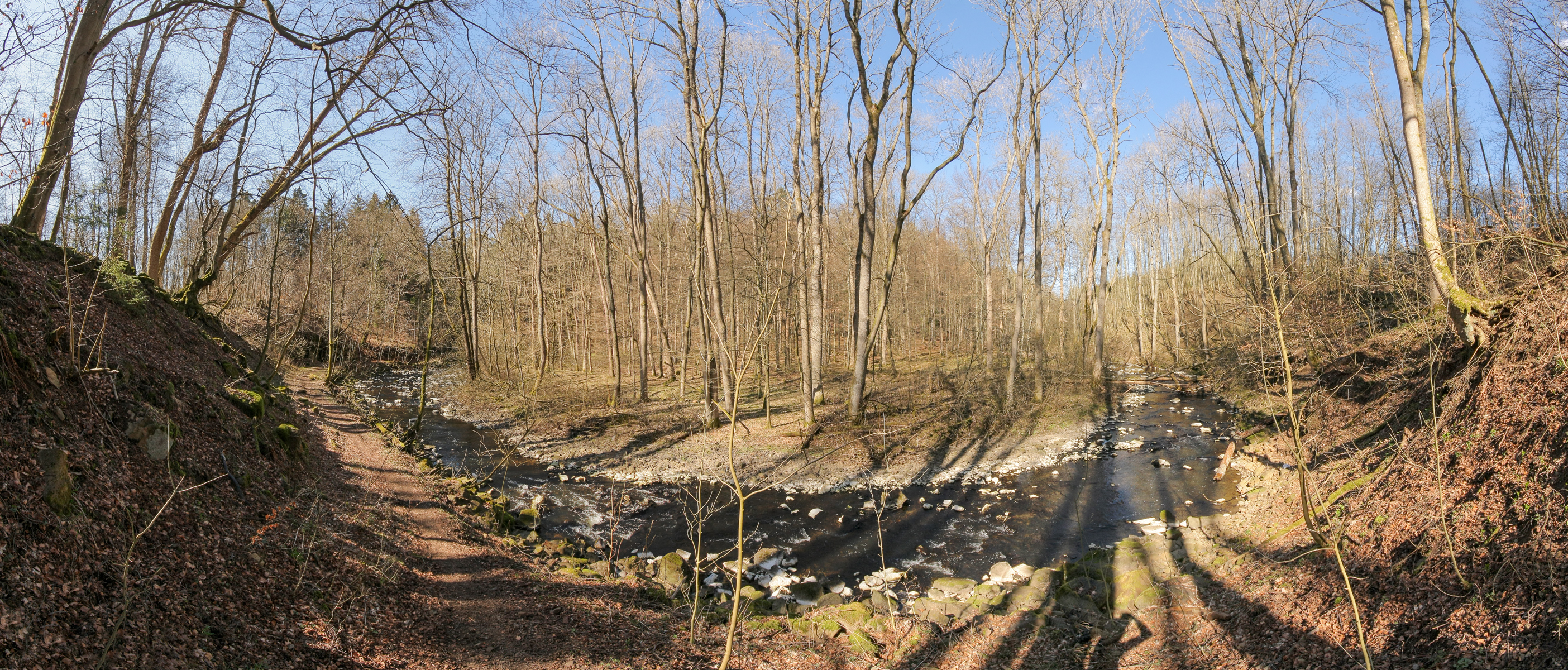

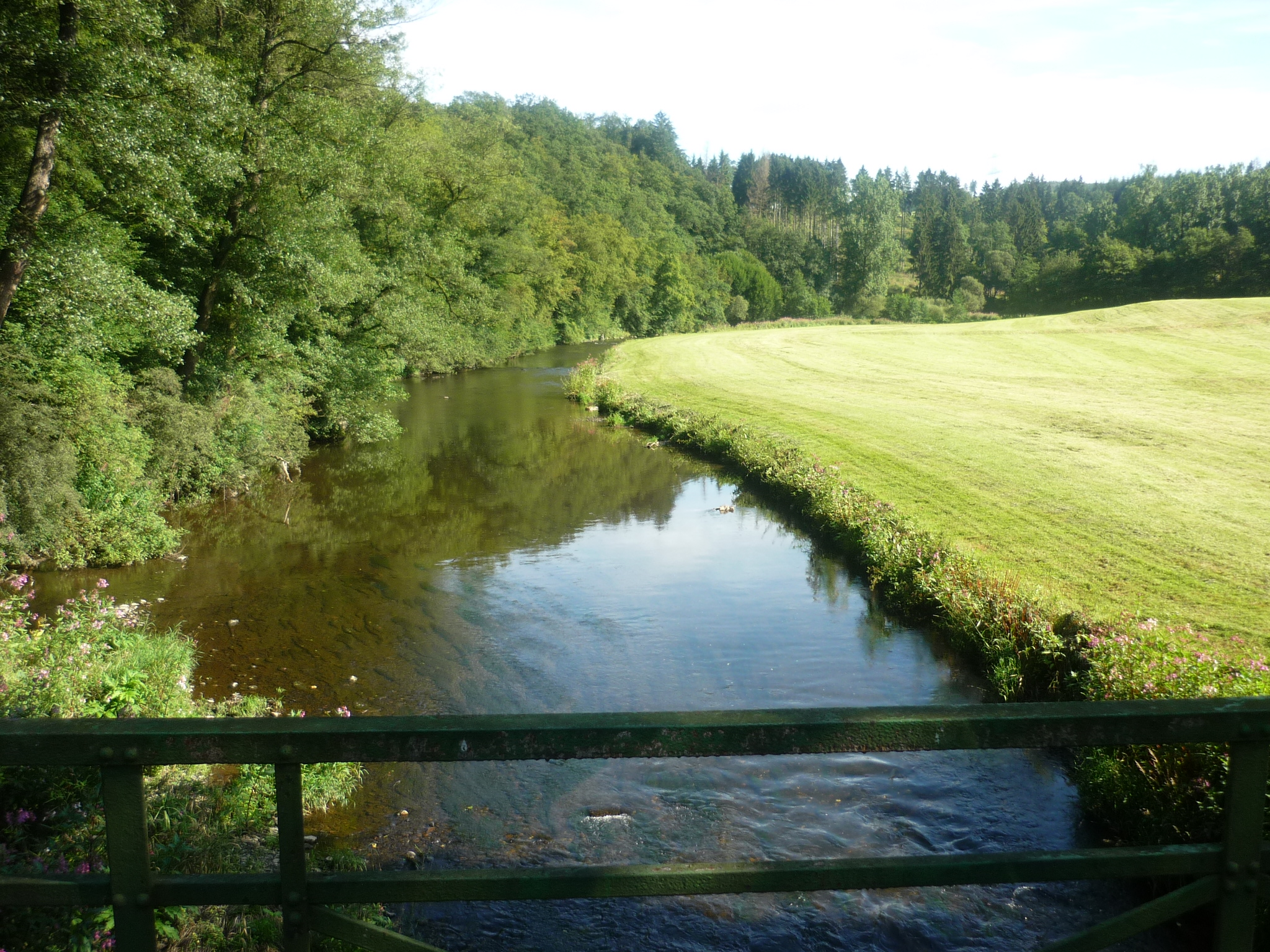

尼斯特河（德語：Nister）是德國的河流，位於莱茵蘭-普法爾茨州，屬於锡格河的右支流，河道全長64公里，發源自韋斯特林山，流經巴特马林贝格和哈亨堡，河口處在維森附近。